# IC 349
IC 349 is een reflectienevel die 3500 AE (0,06 lichtjaar) van de ster Merope ligt, in de Plejaden. De nevel (die deel uitmaakt van NGC 1435) werd ontdekt in november 1890 door de Amerikaanse sterrenkundige Edward Emerson Barnard.